# Гофман, Иоганн Готфрид
Иоганн Готфрид Гофман (нем. Johann Gottfried Hoffmann; 19 июля 1765, Бреслау — 12 ноября 1847, Берлин) — немецкий политэконом.

## Биография
Учился в университетах Галле и Лейпцига, изучал юриспруденцию. Был профессором практической философии и камеральных наук в Кёнигсбергском университете. Написал: «Beiträge zur Statistik des preussischen Staates» (l833); «Die Lehre vom Gelde» (1833); «Die Lehre von den Steuern» (1840); «Die Befugniss zum Gewerbebetrieb» (1841) и др.
Член-корреспондент СПбАН c 16.12.1843 по отделению исторических наук и филологии (разряд истории и политических наук).